# Khaled Al-Mudhaf
Khaled Al-Mudhaf (in arabo خالد المضف‎?; Kuwait City, 12 giugno 1978) è un tiratore a volo kuwaitiano, che ha rappresentato il Kuwait ai Giochi olimpici di Rio de Janeiro 2016 sotto bandiera olimpica.